# Äthiopische Leichtathletik-Meisterschaften 2021
Die 50. Äthiopischen Leichtathletik-Meisterschaften (amharisch 50ኛው የኢትዮጵያ አትሌቲክስ ሻምፒዮና) wurden vom 6. bis 11. April 2021 in der Hauptstadt Addis Abeba ausgetragen.

## Medaillengewinner

### Männer
| Disziplin          | Gold                 | Leistung    | Silber                      | Leistung    | Bronze                      | Leistung    |
| ------------------ | -------------------- | ----------- | --------------------------- | ----------- | --------------------------- | ----------- |
| 100 m              | Nathan Abebe         | 10,4 s      | Lecho Kiyang                | 10,5 s      | Eriyama Care                | 10,7 s      |
| 200 m              | Nathan Abebe         | 21,2 s      | Jinika Labuko               | 21,5 s      | Eriyama Care                | 21,6 s      |
| 400 m              | Mustefa Edao         | 46,8 s      | Melkamu Assefa              | 46,9 s      | Abdurahman Abdo             | 47,3 s      |
| 800 m              | Ermias Girma         | 1:47,6 min  | Bacha Morka                 | 1:47,9 min  | Temam Tura                  | 1:48,1 min  |
| 1500 m             | Melese Nberet        | 3:42,8 min  | Samuel Zeleke               | 3:43,2 min  | Melkamu Zegeye Webu         | 3:43,4 min  |
| 5000 m             | Getnet Wale          | 13:35,4 min | Yasin Haji                  | 13:36,0 min | Milkesa Mengesha            | 13:40,1 min |
| 10.000 m           | Berihu Aregawi       | 28:20,0 min | Hagos Gebrhiwet             | 28:22,3 min | Taye Girma                  | 28:23,3 min |
| 110 m Hürden       | Derese Tesfaye       | 14,3 s      | Samuel Esubalew             | 14,8 s      | Haileyesus Eshetu           | 14,8 s      |
| 400 m Hürden       | Derese Tesfaye       | 51,0 s      | Kreyon Morte                | 51,8 s      | Gadisa Bayu                 | 52,2 s      |
| 3000 m Hindernis   | Bikila Tadese Takele | 8:35,7 min  | Hailemariyam Amare          | 8:39,3 min  | Abrham Sime                 | 8:39,3 min  |
| 4 × 100 m Staffel  | Defense              | 41,6 s      | Oromia Region               | 41,9 s      | Amhara Region               | 42,0 s      |
| 4 × 400 m Staffel  | Oromia Region        | 3:11,6 min  | Commercial Bank of Ethiopia | 3:11,9 min  | Defense                     | 3:13,2 min  |
| 10.000 m Bahngehen | Birara Alem Chekol   | 43:22,2 min | Meseret Ayelign             | 43:44,6 min | Tadelu Getu                 | 44:04,3 min |
| Hochsprung         | Lim Koungdoup        | 2,05 m      | Ujulu Abnese                | 2,00 m      | Bekele Lemi                 | 2,00 m      |
| Stabhochsprung     | Abebe Aynalem        | 3,90 m      | Tewodros Shiferaw           | 3,70 m      | Mezgebu Birara              | 3,60 m      |
| Weitsprung         | Omod Okugn           | 7,17 m      | Berhanu Mosisa              | 7,12 m      | Bekele Jilo                 | 7,10 m      |
| Dreisprung         | Bekele Jilo          | 15,66 m     | Adire Gur                   | 15,54 m     | Berhanu Mosisa              | 15,48 m     |
| Kugelstoßen        | Zegeye Moga          | 15,53 m     | Mekuriya Haile              | 13,83 m     | Commissioner Melaku         | 13,43 m     |
| Diskuswurf         | Tsegaye Temesgen     | 43,29 m     | Gebeyehu Gebreyesus         | 43,07 m     | Mitiku Tilahun              | 42,25 m     |
| Hammerwurf         | Mentesenot Abebe     | 50,72 m     | Kebede Chala                | 48,63 m     | Abrham Toncho               | 48,60 m     |
| Speerwurf          | Uchage Ubang         | 72,40 m     | Taddese Hirpaye             | 70,57 m     | Uto Okelo                   | 69,57 m     |
| Teamwertung        | Defense              | 149 Punkte  | Oromia Region               | 138 Punkte  | Commercial Bank of Ethiopia | 128 Punkte  |

### Frauen
| Disziplin          | Gold                        | Leistung    | Silber                      | Leistung    | Bronze                    | Leistung    |
| ------------------ | --------------------------- | ----------- | --------------------------- | ----------- | ------------------------- | ----------- |
| 100 m              | Yeabsiira Jarso             | 11,8 s      | Batula Alyu                 | 12,1 s      | Rahel Tesfaye             | 12,2 s      |
| 200 m              | Yeabsiira Jarso             | 23,7 s      | Batula Alyu                 | 24,1 s      | Amarech Zago              | 24,3 s      |
| 400 m              | Amarech Zago                | 54,0 s      | Tsige Duguma                | 54,1 s      | Hana Tadesse              | 54,6 s      |
| 800 m              | Werkwuha Getachew           | 2:00,2 min  | Netsanet Desta              | 2:00,9 min  | Hirut Meshesha            | 2:01,3 min  |
| 1500 m             | Lemlem Hailu                | 4:05,1 min  | Hirut Meshesha              | 4:06,3 min  | Freweyni Hailu            | 4:07,9 min  |
| 5000 m             | Gudaf Tsegay                | 14:49,7 min | Letesenbet Gidey            | 14:56,7 min | Melknat Wedu              | 15:28,4 min |
| 10.000 m           | Tsigie Gebreselama          | 32:59,1 min | Sutume Asefa Kebede         | 33:12,1 min | Bosena Mulate             | 33:19,4 min |
| 100 m Hürden       | Meskerem Lewa               | 14,4 s      | Hirpe Diribsa               | 14,8 s      | Alemitu Assefa            | 15,0 s      |
| 400 m Hürden       | Meskerem Lewa               | 59,9 s      | Alemitu Assefa              | 60,0 s      | Mihret Teshome            | 60,3 s      |
| 3000 m Hindernis   | Mekides Abebe               | 9:51,7 min  | Lomi Muleta                 | 9:57,0 min  | Birtukan Adamu            | 9:58,5 min  |
| 4 × 100 m Staffel  | Oromia Region               | 47,3 s      | Commercial Bank of Ethiopia | 47,4 s      | Sidama Coffee Sports Club | 47,5 s      |
| 4 × 400 m Staffel  | Commercial Bank of Ethiopia | 3:40,0 min  | Ethiopian Electric          | 3:41,6 min  | Defense                   | 3:44,0 min  |
| 10.000 m Bahngehen | Yehualeye Beletew           | 44:49,9 min | Sintayehu Masire            | 45:44,7 min | Ergat Mebhatom            | 47:26,3 min |
| Hochsprung         | Ariyat Dibow Ubang          | 1,68 m      | Ngak Match                  | 1,65 m      | Nagem Pole Ngriyak Ngut   | 1,60 m      |
| Weitsprung         | Ariyat Dibow Ubang          | 5,66 m      | Kiru Uman                   | 5,62 m      | Mawa Pido                 | 5,54 m      |
| Dreisprung         | Ajuda Umed                  | 12,63 m     | Ariyat Dibow Ubang          | 12,40 m     | Ubong Adula               | 12,30 m     |
| Kugelstoßen        | Zurga Usman                 | 13,42 m     | Merhawit Tshaye             | 11,92 m     | Selamawit Mare            | 11,84 m     |
| Diskuswurf         | Merhawit Tshaye             | 42,87 m     | Zurga Usman                 | 41,01 m     | Alemitu Teklesilassie     | 40,61 m     |
| Speerwurf          | Bizunesh Tadesse Jilo       | 47,03 m     | Yeshiwork Anmaw             | 46,01 m     | Alemitu Baras             | 45,79 m     |
| Teamwertung        | Commercial Bank of Ethiopia | 171 Punkte  | Defense                     | 148 Punkte  | Oromia Region             | 105 Punkte  |

### Mixed
| Disziplin            | Gold                        | Leistung   | Silber  | Leistung   | Bronze        | Leistung   |
| -------------------- | --------------------------- | ---------- | ------- | ---------- | ------------- | ---------- |
| Teamwertung (gesamt) | Commercial Bank of Ethiopia | 299 Punkte | Defense | 297 Punkte | Oromia Region | 243 Punkte |